# Влахос, Петро
Пе́тро Вла́хос (греч. Πέτρος Βλάχος, англ. Petro Vlahos; 20 августа 1916, Ратон, Нью-Мексико, США — 10 февраля 2013, Лос-Анджелес, Калифорния, США) — известный американский инженер и изобретатель греческого происхождения. Считается одним из пионеров научно-технического новаторства в области кино- и телеиндустрии. Благодаря передовым решениям Влахоса стало возможным создание современного блокбастера. В частности, он усовершенствовал известную с 1940 года технологию «синего экрана», устранив проблемы контурного совмещения актёрской сцены с фоном. В комбинации с техникой управления движением камеры это позволило создавать современные кадры со спецэффектами. Эта технология даёт возможность монтажёрам, в период постпродакшена, удалять изображение с актёром, работающим в передней части, как правило синего или зелёного фона, и вставлять его в любой, создаваемый с помощью компьютера или другой имеющийся цифровой фон. В знак признания его заслуг, Влахос был награждён несколькими премиями «Оскар» Академии кинематографических искусств и наук, а также премией «Эмми».

## Ранние годы
Петро Влахос родился 20 августа 1916 года в городе Ратон (Нью-Мексико, США), в семье греческих иммигрантов. Уже с ранних лет проявил склонность к электронике и любительскому радио. В 1941 году окончил Калифорнийский университет в Беркли и получил диплом инженера. В период Второй мировой войны работал дизайнером в авиастроительной компани Douglas Aircraft, а позже — инженером по радиолокации в корпорации Bell Laboratories. После войны переехал в Голливуд, где работал на медиакомпанию Metro-Goldwyn-Mayer.

## Карьера в Голливуде
Современная технология совмещения актёрской сцены с произвольным фоном, предварительно отснятым на другую киноплёнку, до сих пор базируется на методах, разработанных Влахосом. И хотя он не был первым, кто использовал приём блуждающей маски, ему удалось сделать эту процедуру намного более технологичной. Влахосу принадлежит изобретение «натриевого процесса» (англ. sodium vapor process), более известного как технология «жёлтого экрана». Процесс впервые использовался в 1961 году при создании картины «Ловушка для родителей», но наибольшую известность получил после музыкального фильма кинокомпании Disney «Мэри Поппинс», принёсшего ему технический «Оскар».
Невозможность использовать натриевый процесс для широкоформатного ремейка пеплума «Бен-Гур» заставила Влахоса разработать в 1959 году так называемый цветоразностный вариант «синего экрана», лишенный недостатков использовавшегося с 1940 года процесса Батлера. Прорыв Влахоса состоял в изобретении сложного процесса печати чёрно-белых маски и контрмаски с цветного негатива через зональные светофильтры. В результате многопроходной печати негатива актёрской сцены и фона через маску и контрмаску, изображения с высокой точностью совмещались на контратипе. Своё передовое изобретение Влахос назвал процедурой цветоразностной блуждающей маски (англ. colour-difference travelling matte scheme). В дальнейшем он усовершенствовал метод добавлением технологии автоматического повтора движения съёмочной камеры.

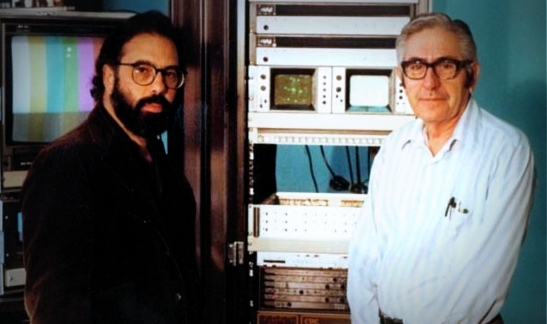
Фрэнсис Форд Коппола и Петро Влахос (справа)

В 1976 году вместе со своим сыном, Полом Влахосом, основал фирму Ultimatte Corporation в районе Чатсуорт (долина Сан-Фернандо, Лос-Анджелес, Калифорния). Первые устройства Ultimatte были аналоговыми чёрными ящиками, которые позже эволюционировали в продвинутую, работающую в режиме реального времени продукцию — цифровую аппаратуру и компьютерное программное обеспечение.
Когда научно-фантастические и фильмы в жанре фэнтези стали доминировать в прокате, приёмы Влахоса начали преобладать в кинопроизводстве, в частности, весьма важной их роль была при создании таких фильмов, как трилогия «Звёздные войны». Его усовершенствованные первопроходческие методы использовались при производстве многих блокбастеров 1990-х годов, в особенности фильма-катастрофы «Титаник» (1997), в котором опасные, дорогие или трудные для съёмок сцены стали, наконец, возможными.
Владел более 35 патентами на технические новинки в области кинопроизводства.

## Награды и премии
Будучи членом Исследовательского совета по кинематографии при Академии кинематографических искусств и наук (США), Петро Влахос множество раз был удостоен наград Академии, начиная с Награды за научно-технические достижения (1960).
В 1964 году получил свою первую премию «Оскар» «за замысел и совершенствование техники комбинированной съёмки — цветной блуждающей маски».
В 1978 году стал обладателем премии «Эмми» за технологию композитинга Ultimatte.
В 1992 году Академия кинематографических искусств и наук вручила Влахосу Поощрительную Медаль.
В 1993 году стал лауреатом Награды имени Гордона Сойера, своего второго «Оскара».
В 1995 году разделил третью премию «Оскар» (за научно-технические достижения) со своим сыном Полом за продвижение технологии blue screen, осуществлённое компанией Ultimatte Corporation.